# سامسونگ اس‌پی‌اچ-آی۷۰۰
سامسونگ اس‌پی‌اچ-آی۷۰۰ یک‌نمونه از گوشی‌های تلفن همراه سری I شرکت سامسونگ می‌باشد  که توسط همین شرکت به بازار عرضه شده‌است.